# Ла-Лоджа
Ла-Лоджа (итал. La Loggia) — коммуна в Италии, располагается в регионе Пьемонт, в провинции Турин.
Население составляет 7461 человек (2008 г.), плотность населения составляет 540 чел./км². Занимает площадь 12 км². Почтовый индекс — 10040. Телефонный код — 011.
Покровителем коммуны почитается святой апостол Иаков Старший, празднование 25 июля.

## Демография
Динамика населения:

## Администрация коммуны
- Официальный сайт: http://www.comune.laloggia.to.it